# Агенція «Локвуд і Ко»
«Агенція «Локвуд і Ко» (англ. Lockwood & Co.) — серія з п'яти фентезійних романів британського письменника Джонатана Страуда. У книгах розповідається про юних мисливців на привидів, що працюють в різних агенціях під керівництвом дорослих, але згодом збираються у власну команду. Головні герої циклу — Ентоні Локвуд і його напарники Джордж Кабінс та Люсі Карлайл, які працюють в Агенції «Локвуд і Ко». Саме вони по сюжету борються з привидами різного типу на території сучасного Лондона. 
Українською мовою книги вийшли у видавництва «А-БА-БА-ГА-ЛА-МА-ГА», переклад Володимира Панченка.

## Сюжет
- Сходи, що кричать (англ. The Screaming Staircase) — перша частина циклу, написана у 2013 році. В ній читачі знайомляться з головними героями: Ентоні Локвудом, Джорджем Кабінсом та Люсі Карлайл, від імені якої й ведеться розповідь. Все починається з того, що Люсі з Локвудом (як всі його називають) прибувають за викликом на завдання, щоб оглянути будинок, де можуть ховатися духи. Нещодавно в будинку помер чоловік, і його жива дружина почала чути дивні звуки. Герої виявляють всередині небезпечного духа — привид дівчини в білому платті. Однак замість того, щоб повернутися по зброю, вони вирішують розібратися з нею на місці, без необхідного обладнання. Їм вдається, але під час битви будинок майже повністю було знищено, а герої ледве не гинуть. В останні хвилини Люсі встигає схопити кольє зі знайденого трупа дівчини й покласти його собі в кишеню. Це кольє відіграє важливу роль в подальшому сюжеті книги.
- Череп, що шепоче (англ. The Whispering Skull) — сиквел, що вийшов у Великій Британії у 2014 р. Продовжує тему першої книги, де Люсі змогла чути що каже череп. Виявляється, що череп (точніше, привид в банці з черепом) — це привид третього рівня, з якими до цього могла спілкуватися лише Марісса Фіттес — перша мисливиця на привидів та засновниця агенції «Фіттес», найкраща відома людям слухачка. Основний сюжет книги полягає в тому, що до агенції звертаються нові клієнти з проханням допомогти їм під час ексгумації тіла Едмунда Бікерстафа, лікаря вікторіанської епохи, який усе життя намагався налагодити спілкування з мерцями. Локвуд починає задумуватися про розширення команди.
- Примарний хлопець (англ. Hollow Boy) — триквел, виданий у 2015 році. В Україні — 2021 році, восени. Розповідає про нові пригоди учасників агенції, зокрема про навалу привидів у Челсі. Люсі їздить у гості до своїх рідних, а коли повертається, дізнається про їхню нову працівницю — Голлі Манро. Та є лише секретаркою, але впродовж книги декілька разів все ж виходить на оперативну роботу, чим сильно дратує Люсі. Агенція вирішує справу у будинку впливової жіночки й тепер має кращу репутацію і більше прав. Під час завдань Локвуд не раз ризикує життям заради Люсі, що їй не до вподоби. Вона продовжує говорити з черепом і тепер намагається комунікувати навіть зі звичайними духами, що за часту погано закінчується. У фінальній сутичці в підвалі крамнички примарний двійник приймає для неї образ Локвуда, який помер захищаючи її. Агенція з допомогою Кіпсової команди та продавчині артефактів Костомахи Фло все ж вирішує справу в Челсі.
- Тінь, що крадеться (англ. The Creeping Shadow) — квадриквел, виданий у 2016 році. В Україні у 2022 році. «Локвуд і Компанія» займається справами з паранормальним направленням. І досить непогано справляється зі своїми задачами. Але Люсі Карлайл вирішила залишити своїх друзів, бо духи показали їй видіння, де через неї помирає Локвуд. А вона не може його наражати на небезпеку. Тому дівчина уже чотири місця на фрилансі. Її радо залучають до роботи різні організації по вилову та знешкодженню духів та привидів. Адже у Люсі дуже важливий та унікальний дар — вона слухач. Так, як чує духів Люсі, не чує їх ніхто. Дівчина досить успішна у своїх тимчасових підробітках, але приставати на пропозиції щодо повної зайнятості не поспішає. Адже вона навіть подумати не може, що зможе ще десь постійно працювати крім «Локвуд і Ко». Але одного дня на її порозі з’явився Локвуд, якому конче необхідна її допомога в теперішній справі, в якій тільки вона зможе йому допомогти. Так Люсі знову опиняється серед друзів. І хоча вона розуміє, що не зможе залишитися назовсім, але намагається максимально насолодитися їхнім спілкуванням. Та ще й справа виявилася досить заплутаною і привела до досить несподіваних наслідків.
- Порожня могила (англ. The Empty Grave)  — остання частина серії, видана у 2017 році, в Україні — 2023 році. Через п’ять місяців після подій, відомих нам з історії про «Тінь, що крадеться», ми знову приєднуємось до Локвуда, Люсі, Джорджа, Голлі та їхнього нового помічника Квіла Кіпса під час небезпечної нічної пригоди. Вони саме вломилися до повного пасток Мавзолею Фіттес — місця, де поховане тіло легендарної переможниці привидів Марісси Фіттес. Та чи справді воно поховане там?.. Це лише одне з численних запитань, на які відповідає п’ята — остання — книга серії «Агенція "Локвуд і Ко"». Чи розкриє Локвуд нові таємниці минулого своєї родини перед Люсі? Чи їх обох назавжди змінить подорож до Іншого Світу? Чи вдасться Пенелопі Фіттес, яка вже неодноразово погрожувала нашим друзям, закрити їхню компанію? Юним агентам доведеться відбивати атаки, спрямовані з обох світів — людського й потойбічного, — перш ніж вони вступлять в останню відчайдушну битву зі своїм найголовнішим ворогом. Агенти компанії «Локвуд і Ко» не зупиняться ні перед чим, щоб відкрити істину, яка стосується Проблеми, і їхні пригоди на цьому шляху сповнені небезпек, страхів, сюрпризів, а часом і сміху.

## Кіноадаптації
У 2023 році компанія Netflix випустила серіал, заснований на серії «Агенції Локвуд і Ко», зокрема сюжет першого сезону оповідає події перших двох книг. Він складається з восьми серій. В головних ролях — Рубі Стокс, Кемерон Чепмен та Алі Хаджі-Хешматі. Після першого сезону, студія закрила випуск серіалу.